# Notitia de servitio monasteriorum

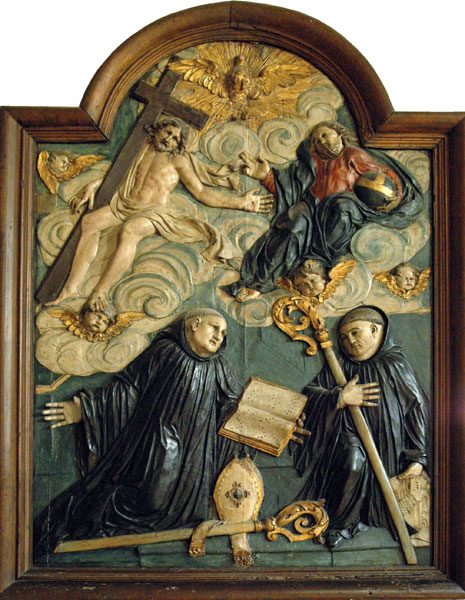
Saint Benoît de Nursie tenant le livre de la « Règle » et saint Benoît d'Aniane tenant le modèle du monastère d'Aniane (bas-relief du XVIIe siècle ; église de Saint-Guilhem-le-Désert).

La Notitia de servitio monasteriorum est une liste de monastères réformés de l'Empire carolingien. Elle est compilée sous le règne de Louis le Pieux, en 819, et a pour but de faire appliquer la réforme monastique de l'ordre bénédictin à l'intérieur de l'empire. Cette réforme est voulue et mise en place principalement par saint Benoît d'Aniane. 

## Historique
Les quatrième et cinquième conciles d'Aix-la-Chapelle sont centrés sur la discipline ecclésiastique et le respect de la règle bénédictine. Depuis la création de la Règle par saint Benoît de Nursie, au VIe siècle, celle-ci s'était en effet considérablement assouplie.

## Liste des monastères
La liste nous est parvenue grâce à une reproduction faite en 1750 d'un manuscrit trouvé dans l'abbaye Saint-Gilles (Gard) ; le contenu en est repris par Léon Ménard dans son Histoire civile, ecclésiastique et littéraire de la ville de Nismes.

### Dona et militia
Le premier groupe de monastères regroupe les monastères les plus riches, et qui devaient donc le service militaire et les dons annuels (« haec sunt quae dona et militiam facere debent »). Ils sont subdivisés en trois groupes : monastères situés en deçà du Rhin (Neustrie et Bourgogne), au-delà (Austrasie), et en Bavière :
| Région                         | Monastère              | Nom latin                             | Coordonnées                       | Image |
| ------------------------------ | ---------------------- | ------------------------------------- | --------------------------------- | ----- |
| En deçà du Rhin                | Fleury                 | Monasterium sancti Benedicti          | 47° 48′ 34″ nord, 2° 18′ 20″ est  |       |
| En deçà du Rhin                | Ferrières              | Monasterium Ferrarias                 | 48° 05′ 25″ nord, 2° 47′ 21″ est  |       |
| En deçà du Rhin                | Nesle-la-Reposte       | Monasterium Nigelli                   | 48° 37′ 47″ nord, 3° 33′ 26″ est  |       |
| En deçà du Rhin                | La Croix-Saint-Leufroy | Monasterium sanctae Crucis            | 49° 06′ 31″ nord, 1° 14′ 18″ est  |       |
| En deçà du Rhin                | Corbie                 | Monasterium Corbeia                   | 49° 54′ 32″ nord, 2° 30′ 37″ est  |       |
| En deçà du Rhin                | Soissons               | Monasterium sanctae Mariae Suessionis | 49° 22′ 51″ nord, 3° 19′ 43″ est  |       |
| En deçà du Rhin                | Stavelot               | Monasterium Stabulaus                 | 50° 23′ 37″ nord, 5° 55′ 54″ est  |       |
| En deçà du Rhin                | Prüm                   | Monasterium Prub… Mediolano           | 50° 12′ 23″ nord, 6° 25′ 32″ est  |       |
| En deçà du Rhin                | Réome                  | Monasterium sancti Johannis           | 47° 33′ 36″ nord, 4° 15′ 00″ est  |       |
| En deçà du Rhin                | Faverney               | Monasterium Fariniacum                | 47° 46′ 02″ nord, 6° 06′ 25″ est  |       |
| En deçà du Rhin                | Saint-Claude           | Monasterium sancti Eugendi            | 46° 23′ 11″ nord, 5° 51′ 59″ est  |       |
| En deçà du Rhin                | Novalaise              | Monasterium Novalicium                | 45° 10′ 47″ nord, 7° 00′ 30″ est  |       |
| Au-delà du Rhin (Ultra Rhenum) | Lorsch                 | Monasterium sancti Nazarii)           | 49° 42′ nord, 8° 32′ est          |       |
| Au-delà du Rhin (Ultra Rhenum) | Schuttern              | Monasterium Offunwilarii              | 48° 22′ 55″ nord, 7° 51′ 09″ est  |       |
| En Bavière (In Bawaria)        | Mondsee                | Monasterium Manauser                  | 47° 51′ 26″ nord, 13° 21′ 00″ est |       |
| En Bavière (In Bawaria)        | Tegernsee              | Monasterium Tegnauser                 | 47° 42′ 27″ nord, 11° 45′ 24″ est |       |

### Dona sine militia
Le second groupe correspond aux abbayes qui doivent faire des dons, mais sont exemptées de service militaire. Elles sont subdivisées en quatre groupes : monastère situés en deçà du Rhin, au-delà, en « Allemagne » et en Bavière :
| Région                          | Monastère         | Nom latin                               | Coordonnées                       | Image |
| ------------------------------- | ----------------- | --------------------------------------- | --------------------------------- | ----- |
| En-deçà du Rhin                 | Saint-Mihiel      | Monasterium sancti Michaelis Maresupium | 48° 53′ 24″ nord, 5° 32′ 30″ est  |       |
| En-deçà du Rhin                 | Baume-les-Dames   | Monasterium Balma                       | 47° 21′ 08″ nord, 6° 21′ 44″ est  |       |
| En-deçà du Rhin                 | Saint-Seine       | Monasterium sancti Sequani              | 47° 26′ 24″ nord, 4° 47′ 24″ est  |       |
| En-deçà du Rhin                 | Nantua            | Monasterium Nantuadis                   | 46° 09′ 07″ nord, 5° 36′ 28″ est  |       |
| Au-delà du Rhin (Ultra Rhenum)  | Münsterschwarzach | Monasterium Suarizaha                   | 49° 48′ 19″ nord, 10° 13′ 54″ est |       |
| Au-delà du Rhin (Ultra Rhenum)  | Fulda             | Monasterium sancti Bonifacii            | 50° 33′ 15″ nord, 9° 40′ 18″ est  |       |
| Au-delà du Rhin (Ultra Rhenum)  | Hersfeld          | Monasterium sancti Wigberti             | 50° 51′ 59″ nord, 9° 42′ 08″ est  |       |
| En « Allemagne » (In Alemannia) | Ellwangen         | Monasterium Clehenwanc                  | 48° 57′ 43″ nord, 10° 07′ 55″ est |       |
| En « Allemagne » (In Alemannia) | Feuchtwangen (de) | Monasterium Fruelinwanc                 | 49° 10′ 06″ nord, 10° 19′ 51″ est |       |
| En « Allemagne » (In Alemannia) | Hasenried         | Monasterium Nazaruda                    |                                   |       |
| En « Allemagne » (In Alemannia) | Kempten           | Monasterium Campita                     | 47° 43′ 42″ nord, 10° 18′ 46″ est |       |
| En Bavière (In Bawaria)         | Weltenbourg       | Monasterium Altemburc                   | 48° 53′ 56″ nord, 11° 49′ 11″ est |       |
| En Bavière (In Bawaria)         | Niederaltaich     | Monasterium Altahe                      | 48° 45′ 58″ nord, 13° 01′ 40″ est |       |
| En Bavière (In Bawaria)         | Kremsmünster (de) | Monasterium Creausa                     | 48° 03′ 16″ nord, 14° 07′ 46″ est |       |
| En Bavière (In Bawaria)         | Mattsee (de)      | Monasterium Mathasco                    | 47° 58′ 15″ nord, 13° 06′ 18″ est |       |
| En Bavière (In Bawaria)         | Benediktbeuern    | Monasterium Buria                       | 47° 42′ 27″ nord, 11° 23′ 53″ est |       |

### Orationes
Le troisième groupe rassemble les monastères les plus modestes, qui ne sont obligés de contribuer à la vie du royaume que par des prières. Ils sont répartis en sept groupes géographiques : Neustrie, Outre-Rhin, Bavière, Aquitaine, Septimanie, Toulouse et Gascogne :
| Région                                   | Monastère                  | Nom latin                                    | Coordonnées                        | Image |
| ---------------------------------------- | -------------------------- | -------------------------------------------- | ---------------------------------- | ----- |
| En-deçà du Rhin                          | Moutiers-en-Puisaye        | Monasterium Melaredum                        |                                    |       |
| En-deçà du Rhin                          | Saint-Maur                 | Monasterium Fossatus                         | 48° 48′ 46″ nord, 2° 28′ 27″ est   |       |
| En-deçà du Rhin                          | Lure                       | Monasterium Ludra                            | 47° 41′ 13″ nord, 6° 29′ 28″ est   |       |
| En-deçà du Rhin                          | Munster                    | Monasterium sancti Gregorii                  | 48° 02′ 25″ nord, 7° 08′ 16″ est   |       |
| En-deçà du Rhin                          | Marmoutier                 | Monasterium Mauri                            | 47° 24′ 12″ nord, 0° 43′ 02″ est   |       |
| En-deçà du Rhin                          | Mayence                    | Monasterium Eborreheim                       | 49° 59′ 24″ nord, 8° 16′ 48″ est   |       |
| En-deçà du Rhin                          | Klingenmünster             | Monasterium Clinga                           | 49° 08′ 23″ nord, 8° 01′ 09″ est   |       |
| En-deçà du Rhin                          | Savigny                    | Monasterium Saviniacum                       | 45° 48′ 57″ nord, 4° 34′ 32″ est   |       |
| En-deçà du Rhin                          | Cruas                      | Monasterium Crudatis                         | 44° 39′ 25″ nord, 4° 45′ 47″ est   |       |
| En-deçà du Rhin                          | Donzère                    | Monasterium Dusera                           |                                    |       |
| En-deçà du Rhin                          | Lérins                     | Monasterium Lorwim                           | 43° 30′ 23″ nord, 7° 02′ 49″ est   |       |
| Au-delà du Rhin (Ultra Rhenum)           | Un monastère non identifié | Monasterium Scewanc                          |                                    |       |
| Au-delà du Rhin (Ultra Rhenum)           | Schlüchtern                | Monasterium Sculturbura)                     | 50° 20′ 46″ nord, 9° 31′ 30″ est   |       |
| En Bavière (In Bawaria)                  | Un monastère non identifié | Monasterium Berch                            |                                    |       |
| En Bavière (In Bawaria)                  | Metten                     | Monasterium Methema                          | 48° 51′ 20″ nord, 12° 55′ 04″ est  |       |
| En Bavière (In Bawaria)                  | Schönau                    | Monasterium Scovenawa                        | 50° 08′ 26″ nord, 7° 53′ 38″ est   |       |
| En Bavière (In Bawaria)                  | Un monastère non identifié | Monasterium Aloseburch                       |                                    |       |
| En Bavière (In Bawaria)                  | Un monastère non identifié | Monasterium Weizzenbrunninco                 |                                    |       |
| En Aquitaine (In Aquitania)              | Noirmoutier                | Monasterium sancti Philiberti                | 47° 00′ 01″ nord, 2° 14′ 28″ ouest |       |
| En Aquitaine (In Aquitania)              | Saint-Maixent              | Monasterium sancti Maxentii                  | 46° 24′ 38″ nord, 0° 12′ 16″ ouest |       |
| En Aquitaine (In Aquitania)              | Charroux                   | Monasterium Caroffinii                       | 46° 08′ 36″ nord, 0° 24′ 16″ est   |       |
| En Aquitaine (In Aquitania)              | Brantôme                   | Monasterium Brantosmurii                     | 45° 21′ 52″ nord, 0° 38′ 49″ est   |       |
| En Aquitaine (In Aquitania)              | Saint-Savin-sur-Gartempe   | Monasterium sancti Savini                    | 46° 34′ 01″ nord, 0° 51′ 51″ est   |       |
| En Aquitaine (In Aquitania)              | Sainte-Croix de Poitiers   | Monasterium sanctae Crucis puellarum         | 46° 34′ 45″ nord, 0° 20′ 51″ est   |       |
| En Aquitaine (In Aquitania)              | Sainte-Marie de la Règle   | Monasterium sanctae Mariae in Lemovicas      | 45° 49′ 43″ nord, 1° 16′ 01″ est   |       |
| En Aquitaine (In Aquitania)              | Massay                     | Monasterium Mastracurii                      | 47° 09′ 08″ nord, 1° 59′ 38″ est   |       |
| En Aquitaine (In Aquitania)              | Menat                      | Monasterium Menadinii                        | 46° 06′ 15″ nord, 2° 54′ 16″ est   |       |
| En Aquitaine (In Aquitania)              | Manglieu                   | Monasterium Magnilocum                       | 45° 36′ 42″ nord, 3° 21′ 04″ est   |       |
| En Aquitaine (In Aquitania)              | Conques                    | Monasterium Conquas                          | 44° 35′ 57″ nord, 2° 23′ 53″ est   |       |
| En Aquitaine (In Aquitania)              | Saint-Antonin-Noble-Val    | Monasterium sancti Antonii                   |                                    |       |
| En Aquitaine (In Aquitania)              | Moissac                    | Monasterium Musciacum                        | 44° 06′ 19″ nord, 1° 06′ 43″ est   |       |
| En Septimanie (In Septimania)            | Saint-Gilles               | Monasterium sancti Aegidii in valle Flaviana | 43° 40′ 37″ nord, 4° 25′ 56″ est   |       |
| En Septimanie (In Septimania)            | Psalmody                   | Monasterium Psalmodium                       | 43° 36′ 15″ nord, 4° 12′ 57″ est   |       |
| En Septimanie (In Septimania)            | Aniane                     | Monasterium Anianum                          | 43° 41′ 01″ nord, 3° 35′ 22″ est   |       |
| En Septimanie (In Septimania)            | Saint-Thibéry              | Monasterium sancti Tiberii                   | 43° 23′ 49″ nord, 3° 25′ 02″ est   |       |
| En Septimanie (In Septimania)            | Villemagne-l'Argentière    | Monasterium Villa magna                      |                                    |       |
| En Septimanie (In Septimania)            | Joncels                    | Monasterium sancti Petri in Lunate           | 43° 44′ 14″ nord, 3° 11′ 38″ est   |       |
| En Septimanie (In Septimania)            | Caunes-Minervois           | Monasterium Caunas                           | 43° 19′ 34″ nord, 2° 31′ 38″ est   |       |
| En Septimanie (In Septimania)            | Montolieu                  | Monasterium Castelli Malasci                 |                                    |       |
| En Septimanie (In Septimania)            | Un monastère non identifié | Monasterium sanctae Mariae Capariensis       |                                    |       |
| En Septimanie (In Septimania)            | Lagrasse                   | Monasterium sanctae Mariae ad Orubionem      | 43° 05′ 26″ nord, 2° 37′ 00″ est   |       |
| En Septimanie (In Septimania)            | Saint-Chinian              | Monasterium sancti Laurentii                 |                                    |       |
| En Septimanie (In Septimania)            | Sainte-Eugénie             | Monasterium sanctae Eugeniae…                |                                    |       |
| En Septimanie (In Septimania)            | Saint-Hilaire              | Monasterium sancti Hilarii                   | 43° 05′ 35″ nord, 2° 18′ 30″ est   |       |
| En Septimanie (In Septimania)            | Arles-sur-Tech             | Monasterium Valle asperii                    | 42° 27′ 22″ nord, 2° 38′ 06″ est   |       |
| Dans le comté de Toulouse (In Tolosiana) | Saint-Papoul               | Monasterium sancti Papuli                    | 43° 19′ 56″ nord, 2° 02′ 12″ est   |       |
| Dans le comté de Toulouse (In Tolosiana) | Sorèze                     | Monasterium Suricinium                       | 43° 27′ 08″ nord, 2° 04′ 06″ est   |       |
| Dans le comté de Toulouse (In Tolosiana) | Le Mas-d'Azil              | Monasterium Asilo                            |                                    |       |
| Dans le comté de Toulouse (In Tolosiana) | Venerque                   | Monasterium Venercha                         | 43° 25′ 58″ nord, 1° 26′ 33″ est   |       |
| En Gascogne (In Wasconia)                | Un monastère non identifié | Monasterium Cella-fraxilii                   |                                    |       |
| En Gascogne (In Wasconia)                | Simorre                    | Monasterium Cimorra                          | 43° 27′ 02″ nord, 0° 44′ 08″ est   |       |
| En Gascogne (In Wasconia)                | Pessan                     | Monasterium Piciano                          |                                    |       |
| En Gascogne (In Wasconia)                | Un monastère non identifié | Monasterium Altum fagitum                    |                                    |       |
| En Gascogne (In Wasconia)                | Saint-Savin-en-Lavedan     | Monasterium sancti Savini                    | 42° 58′ 54″ nord, 0° 05′ 28″ ouest |       |